# 枚方北郵便局
枚方北郵便局（ひらかたきたゆうびんきょく）は、大阪府枚方市にある郵便局。民営化前の分類では集配普通郵便局であった。

## 概要
住所：〒573-1199 大阪府枚方市牧野北町5-20

## 沿革
- 1998年（平成10年）7月6日 - 枚方北郵便局として、枚方市牧野北町に開局[1]。枚方郵便局から枚方市北部の集配業務を移管。
- 2000年（平成12年）8月14日 - 外国通貨の両替および旅行小切手の売買に関する業務取扱を開始。
- 2007年（平成19年）10月1日 - 民営化に伴い、併設された郵便事業枚方北支店に一部業務を移管。
- 2012年（平成24年）10月1日 - 日本郵便株式会社発足に伴い、郵便事業枚方北支店を枚方北郵便局に統合。

## 取扱内容
- 郵便、印紙、ゆうパック、内容証明
- 貯金、為替、振替、振込、国際送金、外貨両替・トラベラーズチェック、国債、投資信託
- 生命保険、バイク自賠責保険、自動車保険、変額年金保険、がん保険、引受条件緩和型医療保険
- ゆうちょ銀行ATM
- 枚方市北部（〒573-10xx、〒573-11xxの区域）の集配業務
- ゆうゆう窓口

## 周辺
- 大阪歯科大学
- 関西医科大学
- 淀川

## アクセス
- 京阪本線 牧野駅から徒歩約6分
- 京阪バス 京阪牧野駅前停留所下車
- 第二京阪道路 京田辺松井ICから西へ約7km、八幡東ICから南西へ約7.5km
- 大阪府道13号（旧国1）沿い。
- 駐車場あり：17台